# リチャード・ラミレス
リチャード・レイヴァ・ラミレス（英語: Richard Leyva Ramirez, 1960年2月28日 - 2013年6月7日）は、アメリカ合衆国の連続殺人者。「ナイト・ストーカー」（Night Stalker）、「峡谷の侵入者」（Valley Intruder）などの異名で知られている。
1984年から1985年にかけて、ロサンゼルス郊外を中心に無差別に民家を襲撃し、暴行、レイプ、強盗などを働き、うち13人を殺害した。自らを悪魔崇拝者と標榜したその残虐な犯行は、カリフォルニア州全体をパニックに陥らせた。
ラミレスの凶行は、11歳のときにマイクという従兄弟から聞いた話にも影響を受けていると推測されている。従兄弟はベトナム戦争の時にアメリカ陸軍特殊部隊グリーンベレーの隊員として活躍していた時、ベトナム人の女性を木に縛り付けて強姦し、斬首した話を得々と語り、その時撮影した写真まで見せて自慢していた。また、この従兄弟が自分の妻を殺害した時、その現場にラミレスが居合わせ、返り血を浴びたという。

## 経歴
1960年2月28日、テキサス州エルパソで、鉄道会社勤務の父ジュリアン・ラミレスと母メルセデスとの7人兄弟の末っ子として生まれた。ラミレス家は厳格なカトリック教徒で、幼いリチャードも両親と一緒にミサに通っていた。9歳頃から万引きや窃盗などの軽犯罪に手を染め、14歳になった辺りからマリファナ吸引を始めるなど、非行行為が目立つようになった。当時の友人たちの話では、ラミレスは幼い頃からすでに一匹狼として行動することが多く、地元の少年ギャングのグループに加わることはなかったが、必要に応じてグループの高級住宅地荒らしを手伝ったりしてドラッグを買う金を稼ぐなどの活用はしていた。しかし、それにも飽き足らず仲間から金をすり取ったりしたため、不良少年たちの間で「こそ泥リッキー」などと陰口を叩かれていたという。
早くからヘヴィメタルに傾倒する一方、教会の聖書勉強会で悪魔に魅せられるようになり、悪魔関連の書物を読み漁るようになったのもこの頃だった。地元のジェファーソン高校へ入学したものの、何事に対しても無気力無関心で、ほとんど授業に出席せず、学校行事にも一切参加しなかった。17歳で高校を中退したのち、マリファナ不法所持でエルパソ警察に三度逮捕され、1982年には保護観察処分を受けたが、ほどなく出奔し、二度とエルパソに戻ることはなかった。
1982年、サンフランシスコに住む、自分より年上の女友達を頼ってカリフォルニアに出て来たラミレスは、翌1983年にロサンゼルスに移るまで彼女の家で過ごしている。彼女の娘婿の話によると、当時のラミレスは銃とナイフに強い興味を持ち、その話ばかりをしていたが、ロサンゼルスに移ってからはコカインに手を出し、悪魔崇拝に傾倒していたという。ロサンゼルスでのラミレスは完全な根無し草で、バックパックに全財産を詰めて、どや街の安ホテルや簡易宿泊所を転々とし、金がないときは路上や駐車中の車に潜り込むなど、ホームレス生活を送りながら、窃盗を働いた。
この頃のラミレスは、ドラッグに溺れているだけでなく、コーラやカップケーキなどのジャンクフードを常食とし、また衛生観念もなかったため非常に不潔で痩せ細っていた。ロサンゼルスに移ったその年のうちに、ラミレスは自動車窃盗で逮捕され、懲役5か月の実刑判決を受け、翌年にもやはり自動車窃盗で36日間服役した。

## 殺人事件
リチャード・ラミレスが犯した最初の殺人は、彼がロサンゼルス郡刑務所を釈放されて間もない1984年6月28日に起こった。ラミレスは、ロサンゼルス市イーグル・ロック地区のアパートの一室へ押し入り、そこの住人である79歳の女性をレイプした上、めった切りにして殺害したのである。遺体は激しく傷つけられており、首が皮一枚で繋がっているようなありさまだった。また、窓と網戸からは犯人のものと思われる指紋が検出されていたが、この時はラミレスに結び付かなかった。
第2の犯行は、それから9ヶ月後の1985年3月17日深夜、ロサンゼルス近郊のローズミードのアパートを物色していたラミレスは、ガレージに車を入れて自分の部屋に戻ろうとした女性を拳銃で撃ち倒した（弾丸は車のキーに当たり、彼女は奇跡的に助かった）後、彼女の部屋へ押し入り、キッチンでルームメイトである34歳の日系アメリカ人女性会社員Dayle Okazakiの頭部を撃ち抜いた。その後、射殺したはずの女性と出くわしたラミレスは、命乞いする彼女を無視して立ち去った。この事件では生存者にはっきりと顔を目撃されているだけでなく、ラミレスが被っていたロックバンド、AC/DCのロゴ入り野球帽が発見されている。
ラミレスは、ローズミードでの凶行から1時間もしないうちに、第3の殺人を犯している。ノース・アルハンブラ・アヴェニューで次の獲物を漁っていた彼は、台湾出身のロー・スクールの学生（30歳）が運転するシヴォレーを止めさせ、彼女を引きずり出すと数発打ち込んだのだった。救急車が呼ばれたものの、到着を待たずして息を引き取っている。
3月17日の凶行から10日後の3月27日、ロサンゼルス郊外のサンガブリエル・バレーの中流住宅街でイタリアン・レストランのオーナーの64歳の男性と、その妻で44歳の女性弁護士が惨殺されているのを帰宅した息子が発見する。直接の死因は射殺で、夫は書斎のソファで、妻は全裸で寝室のベッドでそれぞれ絶命していたが、とりわけ妻の遺体の損壊が激しく、生きたまま両目をえぐられていた。ここでも数多くの手がかりを残しており、これらの証拠から、捜査に当たったロサンゼルス郡保安官事務所は、新たな連続殺人犯が出現したのではないかと危惧し始めた。ただし、この時点では、3月17日の双方の犯行を最初の事件とみなしていたため、1984年の老婦人殺害を一連の連続殺人と関連付けるまでにはもう少しの時間が必要であった。また、マスコミはこの連続殺人者に「峡谷の侵入者（The Valley Intruder）」という異名を与えた。
第4事件から約2か月後の5月14日、ラミレスは女性大学院生が襲撃された現場から程近いモントレーパークの近くに住む老夫婦宅を襲撃。66歳の日系アメリカ人男性を射殺したあと、現金や宝石類を奪ったうえ、63歳の妻をレイプして逃走した。それから2週間後の5月30日には、バーバンクの民家を襲撃。12歳の息子をクローゼットに閉じ込めた上で、母親をレイプし、金品を奪って立ち去ったが、ここでもラミレスは警察を嘲笑うかのように素顔をさらして犯行に及んでいる。モンロビア在住の83歳の元女性教師と80歳の妹がラミレスの襲撃を受け、2日後の6月1日に瀕死の状態で発見される。妹の方は一命を取りとめるが、元教師は6週間後に死亡した。これまでの犯行と同様に、家の中は荒らされ、ここでもラミレスは凶器のハンマーなど大量の証拠を残しているが、そのなかでもとりわけ刑事たちに衝撃を与えたのは、元教師の太腿に口紅で悪魔のシンボルである逆五芒星が描かれていたことであった。この五芒星は、妹の部屋の壁にも描かれていた。
モンロビア事件から1か月近く経った6月27日、32歳の女性がアーケイディアの自宅で喉を掻き切られて死んでいるのが発見された。この事件を皮切りに、ラミレスの狂乱ぶりはピークに達して行く。既にこの頃になると、『ロサンゼルス・ヘラルド・イグザミナー』紙の記者がこの連続殺人犯に「ナイト・ストーカー（Night Stalker）」という、よりインパクトのある新たな異名を与えた。7月2日には、同じアーケイディアで75歳の老婦人が同様に喉を掻き切られて殺害されているのが発見される。7月5日、やはりアーケイディア在住の16歳の少女がナイト・ストーカーの襲撃に遭い、バールで殴られた上レイプされたが、生命だけはとりとめている。2日後、61歳の女性がモントレーパークの自宅で撲殺されているのが発見された。さらに同じ夜、近所に住む63歳の看護婦が自宅で襲われ、レイプされた後金品を奪われた。
2週間後の7月20日、この日の夜、ラミレスはそれまでにも増して異常な狂乱振りを発揮している。一晩で、グレンデール在住のガソリンスタンド経営者夫婦を射殺。その後サン・ヴァレー在住の32歳のアジア人男性宅を襲撃、男性を射殺、29歳の妻に悲鳴をあげないよう悪魔に誓わせた上でレイプした。さらに8歳の息子もレイプし、3万ドルの現金と宝石類を奪って逃走。8月8日には、サンガブリエル・バレー在住のアジア人男性宅へ押し入り、男性（35歳）を殺害、妻は殴り付け、悪魔に忠誠を誓わせた上でレイプしている。8月17日には、ラミレスはサンフランシスコにまで足を伸ばし、会計士の中国系アメリカ人男性（66歳）を射殺、妻にも発砲したが、彼女は生き延びた。その後、口紅で壁に逆五芒星と「Jack the Knife（匕首ジャック）」という言葉を書き残している。
最後の犯行は、8月24日にロサンゼルス南方のミッションビエホ在住のコンピュータ技師と婚約者の自宅でおこなわれた。いつものように男性の頭を撃った後、女性をレイプしたラミレスは、婚約者に悪魔への忠誠を誓わせる儀式を強要させ、立ち去った。男性は頭部に3発撃ち込まれたものの奇跡的に一命を取りとめた。

## ナイト・ストーカー追跡

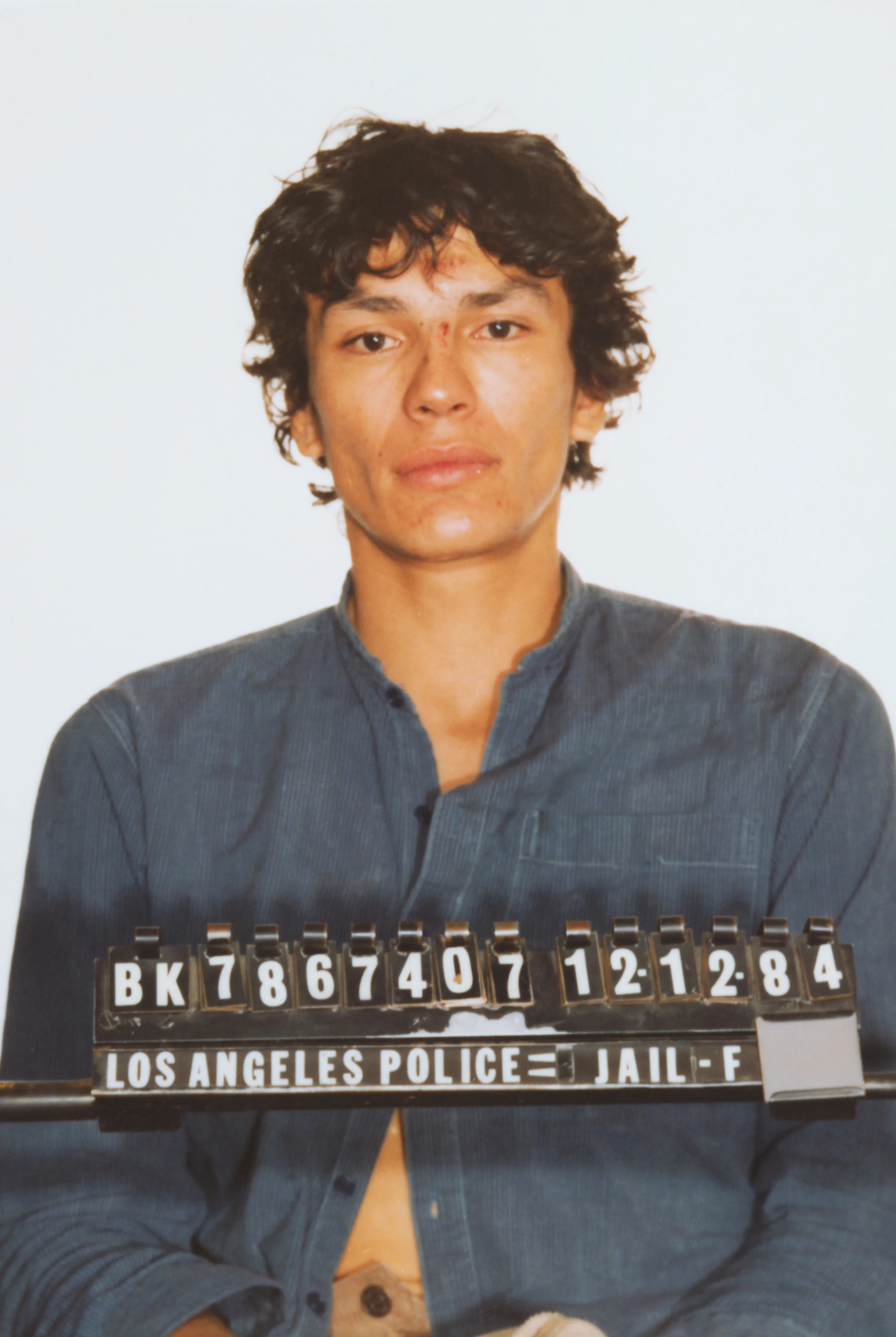
1984年。ラミレスのマグショット

リチャード・ラミレスの一連の凶行を、捜査に当たったロサンゼルス郡保安官事務所が正式に連続殺人事件と断定したのは1985年6月、最初の老婦人殺害から実に1年後のことだった。ラミレスが犯行現場に大量の手がかりを残しておきながら、結果として警察の捜査の手を逃れていたのは、従来のプロファイリングが描き出す犯人像に当てはまらないためであった。犯行方法が一貫せず、犠牲者の人種や年齢や性別にばらつきがあった。このため、連続殺人の疑いが早くから持たれていたにもかかわらず、これらの事件を関連付けて捜査することに警察側が躊躇していたのだ。しかし、生存者の目撃情報や、現場に残された各種の証拠品を総合した結果、ロサンゼルス郡保安官事務所は一連の事件を連続殺人犯の仕業と断定。ただちに特捜班を編成した。その後、ロサンゼルス市警察本部も独自の捜査班を設置して保安官事務所の特捜班と合同捜査チームを編成、このチームには連続女性絞殺犯ケネス・ビアンキを追跡したヒルサイド・ストラングラー特捜班の古参メンバーが優先的に投入され、最終的には200人を超える捜査員が専従捜査に当たることになり、市民に情報提供を呼びかける一方、マスコミを利用して、犯人を炙り出すため、警察が犯人の正体を掴んでいると匂わす、「プレッシャー作戦」と呼ばれる情報戦を展開。着々と包囲網を狭めていった。
最終的にラミレスが捜査班の網にかかったのは、8月24日の犯行の被害者を始め、多数の近隣住民がラミレスの運転する車を目撃しており、証言が完全に一致したこと、ラミレスの友人が警察に通報してきた特徴が、ナイト・ストーカーのそれと一致したことだった。そして、ラミレスが運転していたと思われる車が乗り捨てられているのが発見されると警察は直ちに車を押収。指紋は念入りに拭き取られていたが、レーザー光線を照射して辛うじてひとつの指紋が検出された。指紋はすぐ、FBIで導入されたばかりの最新の指紋検索データベースにかけられた。報道や映画などでは「わずか数分で不法侵入と窃盗の常習犯であるラミレスのファイルが表示された」とあるが、実際はFBIのシステムより早くにカリフォルニア州司法省（DOJ）が導入した日本電気製指紋システムに指紋照合が要請され、まだデータを登録作業中だったにも拘わらず、その登録作業を中断し日本電気現地法人のシステム納入チームの責任者である日本人システムエンジニア達が一昼夜かかって指紋照合をしてヒットした。ヒットした指紋は、左手親指の第一関節付け根のものだった。現地法人は、祝賀パーティーを開いたほど喜んだという。
ちなみに、ラミレスの指紋が検索される数日前に、1960年1月1日以降に生まれた犯罪者の指紋情報が新たに追加されたばかりであった。もしラミレスがそれより数か月早く生まれていたら、指紋による身元確認は大幅に遅れ、さらに犠牲者が増えていたと思われる。捜査当局は緊急記者会見を開き、リチャード・ラミレスがナイト・ストーカーであると断定、指名手配を行なうことを発表した。

## ナイト・ストーカー逮捕
1985年8月31日、ラミレスはアリゾナ州フェニックスからロサンゼルスに戻ってきた。コカインを手に入れるために数日ロサンゼルスを離れていたラミレスは、自分が指名手配されていることも知らず、意気揚々と街を闊歩していた。やがて行き付けのコンビニエンスストアに入り、好物のドーナツとペプシコーラを買おうとレジに立ったところで、自分の顔写真がデカデカと載った地元紙の一面が目に飛び込んだ。自分が殺人犯として指名手配されていることに気付きパニックに陥ったラミレスは店を飛び出し、3キロをわずか10分で走りぬけている。その後、3度にわたって自動車を強奪しようとして失敗、追いつめられたラミレスはヒスパニック系住人が多く住む地区へ逃げ込んだ。
同胞に対する慈悲を期待してのことだったが、住民たちは逆に怒りを剥き出しにしてラミレスを追いたてた。というのも、ただでさえお決まりの人種差別で腹立たしく思っているところへ、ナイト・ストーカーの正体がヒスパニックの男だというので、非常に肩身の狭い思いをしていたのだ。ナイト・ストーカーが自分たちの街に逃げ込んできたと聞いた住民たちは、それぞれ怒りに燃えながらラミレスを追いまわし、とうとう彼は身柄を押さえられるに至った。通報を受けたアンドレアス・ラミレス保安官代理（同姓で年齢も同じく25歳だがむろん無関係）が現場へ駆けつけた時には、殺気立った住民らにリンチにかけられる寸前だったという。ラミレス保安官代理が現場へ到着すると、ラミレスは「天の助けだ。助けてくれ!俺だよ。あんたたちが捜している男は俺だ。こいつらに殺される前に俺を捕まえてくれ!」と泣き付いたという。
ちなみに、ラミレス保安官代理は巷を騒がせている連続殺人犯が同じヒスパニックで、なおかつ同姓であったことから心ない同僚からの誹謗中傷を受けており、非常に憤慨していた。自らの手でナイト・ストーカーを逮捕したことで大いに溜飲を下げたという。

## 裁判
ラミレスは逮捕後も弁護士の選任で散々渋り、6人の弁護士を選任しては解任し、やっとサンノゼ在住のアルトゥーロ・エルナンデスとダニエル・エルナンデス（2人は同姓であるが親類ではない）というヒスパニック系の弁護士2人が選任されたが、共に刑事裁判の経験が浅かったため、公判の開始直前に彼らの補佐という名目でベテラン弁護士レイ・クラークが事実上の主任弁護人として選任された。また、裁判が行なわれる場所が犯行現場に近いと文句をつけて「陪審員に先入観を持たれているに決まっている、不利だ」とごねた。公判の引きのばしのためだったこの策は成功し、実質的な裁判が始まるまで3年半もかかった。
1989年1月に陪審員の選任手続きが終わり、ロサンゼルス高等裁判所の法廷で本格的な審理が始まったが、評決まで実に半年もの長期に及んだ。これは、提出された証拠物件や召喚された証人の数が桁外れに多かったことや、審理中、ラミレスが判事に向かって卑猥な言葉を吐いたり、傍聴人やマスコミに手のひらに描いた悪魔のシンボルをこれ見よがしに見せるといった悪ふざけをして退廷させられるなど、混乱を招いたためだった。また、陪審団も相次ぐトラブルに見舞われた。まず陪審評議に移って13日目に男性陪審員が居眠りをして即座に解任された。それから2日もしないうちに無断で外出した女性陪審員が愛人の男性に射殺され、愛人も自殺するというスキャンダラスな事件が発生した。このため日頃から悪魔主義的な主張をしているラミレスが、悪魔の力を借りて裁判を妨害しているのだとオカルティックな噂が囁かれる有様だった。
波乱含みの裁判だったが半年の法廷審理と22日間に及ぶ陪審評議の結果、1989年9月、63件の訴因についてほとんどすべてが有罪と認定された。13件の殺人中12件が第1級殺人とされ、1件は第2級殺人と認定された。さらに殺人未遂・婦女暴行・強盗など30の重罪についても有罪の評決が下された。続く5日間の量刑審議は評決が6対6で一時デッドロックに陥ったが、最終的には10対2の多数決で死刑が評決された。
公判を担当したマイケル・タイナン高裁判事が、判決の前に何か言いたいことがないかという問いに、ラミレスは以下のように答えている。
| 「 | 言いたいことは山ほどある。だがここでは言いたくない。第一俺は何故こんなところで無駄に息をしているのかわからないが、そんなことはどうでもいい。……俺について今まで散々嘘八百が並べ立てられたが、これからもそうだろう。俺はこの文明社会という奴の偽善的で道徳的な意見なんか信じない。お前らのようなウジ虫野郎どもを見ていると反吐が出る。どいつもこいつも偽善者ばかりだ。……あんた（判事）なんかに俺のことはわかりゃしない。誰かに理解してほしいとは思わないし、理解できるはずもない。俺はあんたの経験を超越しているのさ。俺は善悪の基準を超えているんだ | 」 |

結局、第1級殺人12件について12回の死刑判決、その他の訴因について59年4か月の懲役刑を下されたラミレスは高笑いし、記者たちに「大した扱いだ。死は縄張りとともにやって来る」と言い、「人間、死ぬのも仕事のうちさ。ではディズニーランドで会おう!!」と手を振った。なお「ディズニーランド」とは、「デス・イン・ランド（Death In Land）」のもじりであり、また規則が甘く、囚人にとって楽な刑務所を意味するスラングでもある。

## 死
死刑判決後、サン・クエンティン州立刑務所の死刑囚監房に拘留されたが、ラミレスは24年もの間、上訴と再審請求を繰り返していた。その間、1996年10月、グルーピーのひとりであった女性と獄中結婚。刑務所内で結婚式を挙げた。死刑が宣告されたが、実施されることはなかった。なぜなら2013年6月7日、長年の薬物乱用による血液感染で発症したB細胞リンパ腫による合併症により死去、53歳だった。